# Станислаус Кобирски
Станислаус „Тау“ Кобирски (Диселдорф, 15. новембар 1910. — 18. новембар 1972) био је немачки фудбалер.
Родитељи Кобирског били су Пољаци који су емигрирали у Немачку из Познања. Између 1931. и 1941. играо је 26 пута и постигао 9 голова за репрезентацију Немачке. Учествовао је на Светском првенству у фудбалу 1934. и постигао први гол Немачке у историји на Светском првенству у победи у првом колу над Белгијом резултатом 5-2. Клупски фудбал је играо у Фортуни из Диселдорфа.
У јесен 1941. делегиран је у спортски клуб СС и немачку полицију у окупираној Варшави. На крају Другог светског рата постао је совјетски ратни заробљеник. Морао је да ради принудни рад у руднику у Арктичком кругу. Пуштен је из заточеништва 1949. године и тада је могао да се врати у Западну Немачку.